# Piper escaleranum
Piper escaleranum är en pepparväxtart som beskrevs av C. Dc.. Piper escaleranum ingår i släktet Piper och familjen pepparväxter. Inga underarter finns listade i Catalogue of Life.